# Åke Erikson (musiker)
Åke Erikson, född 3 februari 1937 i Uppsala, död där 8 mars 2012, var en svensk tonsättare och musiker.
Erikson studerade piano för Herbert Westrell och Knut Wiggen och avlade pianopedagogexamen vid Stockholms borgarskola. Han studerade musikvetenskap vid Uppsala universitet och avlade fil.kand.-examen där samt teoripedagogisk examen vid Kungliga Musikhögskolan i Stockholm. Han debuterade som tonsättare 1967. 
Erikson var ordförande i Fylkingen 1972–73.

## Verkförteckning
- Improvisations för klarinett, slagverk och piano (1970)
- The Rest is Silence för flöjt/altsax, klarinett, piano, slagverk och kontrabas (1971/1973)
- Growing, version 2 för orkester (1972/1975)
- Regnskog för piano (1972/2004)
- Motett förblandad kör a cappella till text ur Psaltaren (1974)
- Spel för mezzosopran, klarinett, trombon, cello, orgel, piano, slagverk och tape till text av Octavio Paz (1974)
- Music for Flute and Live-electronics för flöjt och tape (1974/1987)
- Colours in Play för stråkar, piano och slagverk (6 musiker) (1975)
- Nocturne för manskör a cappella till text av Octavio Paz (1976)
- Dykaren eller Djupets hemligheter för sopran och blåskvintett till text av Wilhelm von Braun (1979)
- En ny jord, en ny himmel för recitatör, blandad kör, 3 trumset, 2 orglar och elektronik (1980)
- Där himmel och hav befaller för blandad kör a cappella till text av Elisabet Hermodsson (1982)
- Stenens röst för blandad kör, orgel och kyrkklockor till text av Elisabet Hermodsson (1983)
- Fanfar för brass-sextett och pukor (1985)
- Fanfar till Uppsala stads 700-årsjubileum (1985)
  - Version 1 för 3 trumpeter, 3 tromboner och pukor
  - Version 2 för orkester
- Postludium till Uppsala domkyrkas 550-årsjubileum för 3 körer, 2 orglar, 3 trumpeter, 3 tromboner, pukor och kyrkklockor (1985)
- Skapelse utlämnad profan kantat till text av Elisabet Hermodsson (1986)
  - ”Skapelse” för blandad kör och orkester
  - ”En ekologisk betraktelse” för mezzosopran, blandad kör, barnkör, 4 skådespelare och orkester
  - ”Re-paration – Rediviva” för mezzosopran, 2 recitatörer, barnkör, blandad kör och orkester
- Hur kan en blomma vara till för barnkör och piano till text av Elisabet Hermodsson (1987)
- Sov krigare sov för damkör, cello, kontrabas och 2 harpor (1987)
- Straight Out för brasskvintett (1987)
- Time’s Scythe för sopran och piano till text av William Shakespeare (1990)
- Spel för orkester (1993)
- Attitudes för 5 trumpeter (1994)
- Attitudes för brasskvintett (1995)
- Fanfar för brasskvintett (1995–96)
- Drottning Kristina, balettmusik för brasskvintett, slagverk och tape (1996)
- Entrée för orkester (1998)
- Fantasia för piano (2000)
- Attitudes for You för euphonium, piano och slagverk (2002)
- Colours in Play for Omnibus för blåsorkester (2003)
- Molnsteg för flöjt, violin och recitatör till text av Elisabet Hermodsson (2006)
- Epigram för flöjt, piano och recitation till text av Elisabet Hermodsson (2009)
- Playing Area för orkester (2009)
- Vem är jag för flöjt, piano och recitation till text av Elisabet Hermodsson (2010)